# Incognito (singolo)
Incognito è la canzone che dà il titolo all'album omonimo di Céline Dion. Il brano fu pubblicato nel giugno 1987 in Canada come secondo singolo promozionale, mentre in Francia fu rilasciato come singolo apripista nel settembre dello stesso anno. Il brano è stato scritto da Luc Plamondon e Jean-Alain Roussell.

## Contenuti, successo commerciale e pubblicazioni
Il disco del singolo conteneva anche il brano Ma chambre come traccia del lato B. Il 6 giugno 1987, la canzone entra direttamente alla posizione numero 1 della Quebec Singles Chart, dove rimase per sei settimane consecutive, diventando un successo. In classifica il singolo trascorse trentaquattro settimane totali. La canzone fu pubblicata come singolo promozionale anche in Francia nel settembre 1987.
Anche il videoclip di Incognito è stato tratto dallo speciale televisivo dedicato all'album omonimo.
Incognito permise alla Dion di vincere un Félix Award come Miglior Canzone Pop dell'Anno.
Incognito fa parte anche della track-list della raccolta pubblicata nel 2005, On ne change pas. Una versione live del brano è inclusa nel CD/DVD di Céline une seule fois / Live 2013.

## Formati e tracce
LP Singolo 7" (Canada) (CBS: C5-3009)
1. Incognito – 4:26 (testo: Luc Plamondon – musica: Jean-Alain Roussell)
2. Ma chambre – 4:00 (Jean-Pierre Ferland, Daniel Mercure)

LP Singolo 7" (Francia) (Carrere : 14.550)
1. Incognito – 4:37 (testo: Plamondon – musica: Roussell)
2. D'abord c'est quoi l'amour – 4:22 (testo: Eddy Marnay – musica: Steven Tracey)

## Classifiche
| Classifica (1987) | Posizione massima raggiunta |
| ----------------- | --------------------------- |
| Québec (ADISQ)    | 1                           |

## Crediti e personale
Personale
- Arrangiato da - Jean-Alain Roussell
- Musica di - Jean-Alain Roussell
- Produttore - Jean-Alain Roussell
- Produttore esecutivo - René Agélil, Vito Luprano
- Testi di - Luc Plamondon

## Cronologia di rilascio
| Paese   | Data | Formato     |
| ------- | ---- | ----------- |
| Canada  | 1987 | Vinile (7") |
| Francia | 1987 | Vinile (7") |